# Heteromysis communis
Heteromysis communis är en kräftdjursart som beskrevs av Mihai Bacescu 1986. Heteromysis communis ingår i släktet Heteromysis och familjen Mysidae. Inga underarter finns listade i Catalogue of Life.